# Eleição municipal de Guarujá em 2016
A eleição municipal de Guarujá em 2016 foi realizada em 2 de outubro de 2016 para eleger um prefeito, um vice-prefeito e 17 vereadores no município de Guarujá, no Estado de São Paulo, no Brasil. Os três candidatos mais votados foram: Haifa Madi (PPS), com 43,17% dos votos, Dr. Valter Suman (PSB), com 23,70% dos votos, e Gilberto Benzi (PSDB), com 14,84% dos votos. Como nenhum dos candidatos foi eleito com mais de 50% dos votos, os dois candidatos mais votados (Haifa e Dr. Suman) disputaram o segundo turno. O segundo turno aconteceu dia 30 de outubro de 2016, e o prefeito eleito foi Dr. Valter Suman, com 50,84% dos votos válidos, sendo vitorioso na disputa contra Haifa Madi, que ficou com 49,16% dos votos. O vice-prefeito eleito, foi Renato Marcelo Pietropaolo (PSB)

## Antecedentes
Na eleição municipal de 2012, Maria Antonietta de Brito, do PMDB, derrotou o candidato do PDT, Farid Madi no segundo turno com 64,25% dos votos válidos. O vice-prefeito eleito foi Duino Verri Fernandes (PSC). A vitória da candidata do PMDB sobre Madi não é algo inédito, afinal em 2008, ela também derrotou o candidato do PDT, com 52,08% dos votos. Maria Antonietta já atuou na política como assessora parlamentar na Assembléia Legislativa, vereadora e candidata à vice-prefeita.
O candidato das eleições de 2016, Valter Suman, é médico e exerce a profissão há mais de 30 anos. Suman nunca havia se candidatado ao cargo de prefeito, apesar de ter sido eleito vereador, em 2006 e candidato a vice na candidatura do ex-prefeito Farid Madi, marido de Haifa.

## Eleitorado
Na eleição de 2016, estiveram aptos a votar 225.501 guarujaenses, o que correspondia a 72,45% da população da cidade

## Candidatos
No primeiro turno, foram onze candidatos à prefeitura em 2016: Haifa Madi (PPS), Dr. Valter Suman (PSB), Gilberto Benzi (PSDB), Sidnei Aranha (PCdoB), Adilson de Jesus (PMDB), Val Advogado (SD), Professor Valter Batista (REDE), Duino (PSC), Angélica Mariano (PTC), Jonatas Nunes (PSOL) e Rogério Lima (PV)
| Candidato(a)             | Vice                                               | Partido | Quantidade de Votos | Porcentagem de Votos | Coligação             |
| ------------------------ | -------------------------------------------------- | ------- | ------------------- | -------------------- | --------------------- |
| Haifa Madi               | MIGUEL RICARDO GATTI CALMON NOGUEIRA DA GAMA / PPS | PPS     | 66147               | 43,17%               | PPS / PRTB / PRP      |
| Dr. Valter Suman         | RENATO MARCELO PIETROPAOLO / PSB                   | PSB     | 36311               | 23,70%               | PHS / PSB / PEN / PMB |
| Gilberto Benzi           | WALDYR APARECIDO TAMBURUS / PSDB                   | PSDB    | 22741               | 14,84%               | PRB / PSDB / PTB      |
| Sidnei Aranha            | OLIVAN BELARMINO DA SILVA / PC DO B                | PC do B | 8679                | 5,66%                | PDT / PC DO B         |
| Adilson de Jesus         | MARIA CRISTINA CUBO BRANDÃO / PMDB                 | PMDB    | 5368                | 3,50%                | PP / PMDB / PPL / PMN |
| Val Advogado             | GIANA RODRIGUES LOUREIRO / SD                      | SD      | 3858                | 2,52%                | SD                    |
| Professor Valter Batista | ISABELLE DO CARMO NUNES CUNHA / REDE               | REDE    | 3300                | 2,15%                | REDE                  |
| Duino                    | MÁRCIO REIS DOS SANTOS / PSC                       | PSC     | 3224                | 2,10%                | PSC                   |
| Angélica Mariano         | MARIA REGINA LEAL MARIANO / PTC                    | PTC     | 1972                | 1,29%                | PTC                   |
| Jonatas Nunes            | OSVALDO GONÇALVES JUNIOR / PSOL                    | PSOL    | 840                 | 0,55%                | PSOL                  |
| Rogério Lima             | OSCAR TADEU DE ASSUNÇÃO / PV                       | PV      | 779                 | 0,51%                | PVD                   |

## Campanha
O candidato à Prefeitura de Guarujá, Dr. Valter Suman, percorreu a cidade e fez campanhas em locais movimentados como terminais de ônibus e Ferry Boat. Sua principal proposta divulgada foi a de que "Educação e transporte público serão prioridades". O candidato pretende ampliar o passe livre para alunos e professores da rede estadual, municipal e universitários. O objetivo é de alcançar mais de 53 mil alunos que poderão utilizar desse benefício. Ainda na educação, quer disponibilizar mais vagas em creches.
O candidato também prometeu melhoras na área da Saúde, fazendo com que o PAM da Rodoviária seja um Pronto Socorro modelo.

## Resultados

### Prefeito
No dia 2 de outubro de 2016, houve a votação para prefeito do Guarujá. Entretanto, nenhum dos candidatos foi votado com mais de 50% dos votos. Os dois candidatos mais votados foram Haifa Madi (PPS), com 43,17% dos votos e Valter Suman (PSB), com 23,70%, que disputaram o segundo turno no dia 30 de outubro de 2016.
| Candidato(a)           | Vice                                         | 1º Turno 2 de outubro de 2016 | 1º Turno 2 de outubro de 2016 | Candidato disputou o 2º Turno | 2º Turno 30 de outubro de 2016 | 2º Turno 30 de outubro de 2016 |
| Candidato(a)           | Vice                                         | Votação                       | Votação                       | Candidato disputou o 2º Turno | Votação                        | Votação                        |
|                        |                                              | Total                         | Porcentagem                   |                               | Total                          | Porcentagem                    |
| ---------------------- | -------------------------------------------- | ----------------------------- | ----------------------------- | ----------------------------- | ------------------------------ | ------------------------------ |
| Haifa Madi             | Miguel Ricardo Gatti Calmon Nogueira da Gama | 66147                         | 43,17%                        | Sim                           | 77.056                         | 49,16%                         |
| Dr. Valter             | Renato Marcelo Pietropaolo                   | 36311                         | 23,70%                        | Sim                           | 79.702                         | 50,84%                         |
| Gilberto Benzi         | Waldyr Aparecido Tamburus                    | 22741                         | 14,84%                        | Não                           |                                |                                |
| Total de votos válidos | Total de votos válidos                       | 156.758                       | 89,77%                        |                               |                                |                                |
| Votos em branco        | Votos em branco                              | 4.955                         | 2,84%                         |                               |                                |                                |
| Votos nulos            | Votos nulos                                  | 12.914                        | 7,40%                         |                               |                                |                                |
| Total                  | Total                                        | 174.627                       | 100%                          |                               |                                |                                |
| Abstenções             | Abstenções                                   | 50.874                        | 22,56%                        |                               |                                |                                |
| Total de eleitores     | Total de eleitores                           | 225.501                       | 100%                          |                               |                                |                                |